# Dwight H. Green

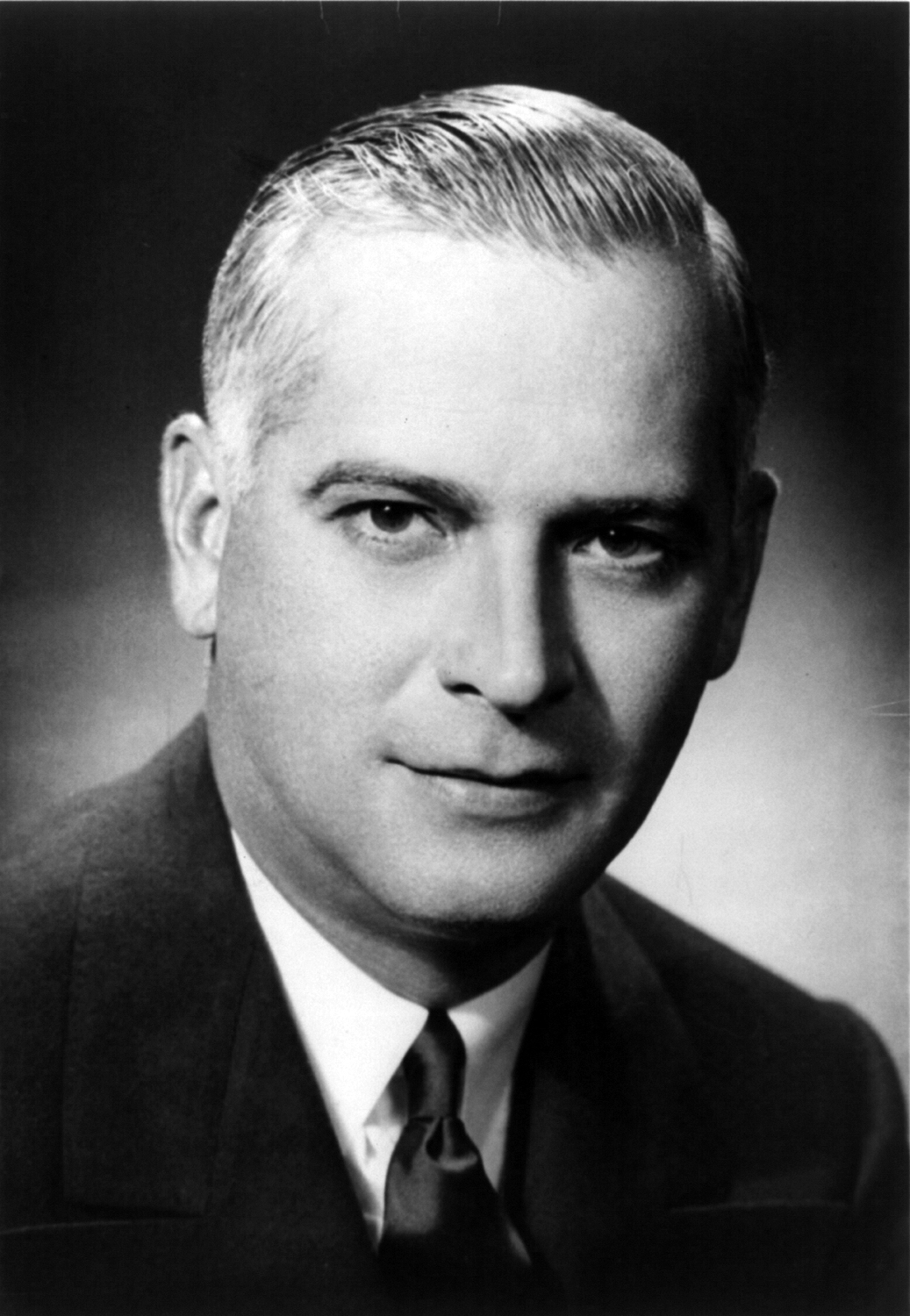
Dwight H. Green

Dwight Herbert Green  (* 9. Januar 1897 in Ligonier, Noble County, Indiana; † 20. Februar 1958 in Chicago, Illinois) war ein US-amerikanischer Politiker und von 1941 bis 1949 der 30. Gouverneur des Bundesstaates Illinois.

## Frühe Jahre und politischer Aufstieg
Zwischen 1915 und 1917 besuchte Green das Wabash College. 1917 unterbrach er die Schule, um während des Ersten Weltkrieges der US Army beizutreten. Nach Kriegsende setzte er seine Ausbildung fort. 1919 studierte er an der Stanford University und machte 1922 sein juristisches Examen an der University of Chicago. In Chicago wurde er bald ein erfolgreicher Rechtsanwalt. Im Jahr 1926 wurde er Staatsanwalt bei der dortigen Steuerfahndung. Ein Jahr später wurde er in die Bundessteuerfahndung von Chicago berufen. In dieser Eigenschaft war er einer der Ankläger von Al Capone in dessen Steuerprozess, der schließlich zur Verurteilung und zum Sturz des Bandenchefs führte. Zwischen 1932 und 1935 war er Bundesstaatsanwalt für den nördlichen Distrikt von Illinois.
1939 bewarb er sich erfolglos für das Amt des Bürgermeisters von Chicago. Ein Jahr später nominierte ihn die Republikanische Partei als Kandidat für die Gouverneurswahlen des Jahres 1940, die er mit 52,9 Prozent der Stimmen gegen den Demokraten Harry Hershey für sich entschied.

## Gouverneur von Illinois
Nach der erfolgreichen Wahl trat Green sein neues Amt am 13. Januar 1941 an. Seine Amtszeit fiel in die Zeit des Zweiten Weltkrieges. Schon vor seinem Amtsantritt hatte Hitler 1939 in Europa den Krieg ausgelöst, während gleichzeitig die japanische Expansionspolitik im pazifischen Raum unaufhaltsam voranschritt. Da sich bereits damals eine mögliche Verwicklung der USA in den Krieg abzeichnete, wurden auch in Illinois Vorbereitungen getroffen. So wurde die Nationalgarde am 15. März 1941 dem Bund unterstellt. Am 17. April 1941 berief der Gouverneur einen Verteidigungsrat für Illinois ein. Am 16. Mai folgte die Gründung eines Sicherheitsministeriums (Department of Public Safety). Mit dem japanischen Angriff auf Pearl Harbor am 7. Dezember 1941 wurden die Vereinigten Staaten dann offiziell in den Krieg hineingezogen. Insgesamt dienten 670.000 Männer und Frauen aus Illinois während des Zweiten Weltkrieges in den amerikanischen Streitkräften. Gleichzeitig musste die Industrieproduktion in Illinois wie in den anderen Bundesstaaten auf den Kriegsbedarf umgestellt werden. 1942 wurden in Chicago drei Deutsch-Amerikaner wegen Hochverrats zum Tode verurteilt. An der University of Chicago wurde am 2. Dezember 1942 weltweit die erste kontrollierte atomare Reaktion erzeugt. Im Januar 1943 ging eine Ölpipeline von Longview in Texas nach Norris City in Illinois in Betrieb, die täglich 300.000 Barrel Öl lieferte.
Im Jahr 1944 wurde Green von den Wählern von Illinois in seinem Amt bestätigt und in eine weitere vierjährige Amtszeit gewählt. Diese begann am 8. Januar 1945. Nachdem im Mai 1945 der Krieg gegen Deutschland und im September der gegen Japan beendet war, musste die Produktion wieder auf den zivilen Bedarf umgestellt werden. Nun wurden auch Gesetze zur Versorgung von Kriegsveteranen erlassen. Ansonsten wurde eine Kommission ins Leben berufen, die für die Gleichberechtigung der Rassen, sowohl auf dem Arbeitsmarkt als auch auf dem Wohnsektor sorgen sollte. Das Lehrfach „Amerikanische Geschichte“ wurde gesetzlich an den Schulen des Staates eingeführt. Erwähnenswert ist noch, dass seit November 1945 wöchentliche Direktflüge zwischen Chicago und London angeboten wurden. Im Jahr 1947 kamen bei einem Minenunglück 111 Menschen ums Leben. Im Jahr 1948 wurde der 100. Geburtstag der Eisenbahn in Illinois gefeiert. Gouverneur Green bewarb sich 1948 erfolglos um eine dritte Amtszeit.

## Weiterer Lebenslauf
Nach seinem Ausscheiden aus dem Amt des Gouverneurs am 10. Januar 1949 zog sich Green weitgehend aus der Politik zurück. Er war nur noch einmal Delegierter zur Republican National Convention. Green verstarb am 20. Februar 1958 in Chicago. Er war mit Mabel Victoria Kingston verheiratet, mit der er zwei Kinder hatte.